# جنرال ديناميكس
جنرل داينمكس (بالإنجليزية: General Dynamics)‏ هي شركة دفاع أمريكية أم تتكون من عدة شركات. وفي عام 2008 اعتُبرت الخامسة في تصنيف أكبر شركات الدفاع عالميّاً. للشركة أربعة أفرع رئيسية: الأنظمة البحرية، والأنظمة القتالية، والأنظمة المعلوماتية والتقنية، والطيران. حتى عام 1993، عندما تم بيع الإنتاج إلى شركة لوكهيد، كان فرع جنرال داينمكس في فورت وورث الأكثر تصنيعاً للطائرات الحربية من فئة إف 16 في العالم الغربي. وفي عام 1999 دخلت الشركة في مجال صناعة الطائرات مرة أخرى بشرائها شركة غلف ستريم إيروسبيس.

## التاريخ

### القوارب الكهربائية
يرجع تاريخ جنرل دينامكس إلى شركة هولند لصناعة قوارب الطوربيد التي أسسها جون فيليب هولند. كانت الشركة مسؤلة عن تطوير أول الغواصات المستعملة من قبل الأسطول الأمريكي و التي بنيت في ورشة لويس نيكسون الهلالية لصناعة السفن و التي كانت موجودة في إليزابيث بورت في نيو جيرسي. هناك تم بناء الغواصة الثورية هولند السادسة والتي صممت في 1896. أشرف على بناء الغواصة المشرف والمصمم الأسطولي أرثر ليوبولد بوش ؛ لاحقا اشترت البحرية الغواصة وأعادت تسميتها إلى يو إس إس هولند. أعتمدت الغواصة في أكتوبر 12 من عام 1900 لتصبح أول غواصة يستعملها أسطول الولايات المتحدة والتي عرفت في ما بعد بإس إس 1. طلبت البحرية المزيد من الغواصات واللاتي صنعن بتتابع سريع في موقعين مختلفين على كلا الساحلين الشرقي والغربي للولايات المتحدة. عرفت تلك الغواصات بغواصات الفئة أ أو فئة الأدر (نوع من الأفاعي ذات الأنياب) و كونت أول أسطول أمريكي تحت الماء في بداية القرن العشرين.
نظرا لعملية صنع أول الغواصات في العالم الطويلة والمكلفة، أضطر هولند والذي كان يفتقرإلى الدعم المالي اللازم إلى بيع جزء من شركته إلى الخبير المالي إسحاق ليوبولد رايس و التي أعيد تسميتها في فبراير من 1899 إلى شركة القوارب الكهربائية. لاحقا خسر هولند تحكمه في الشركة ليجد نفسه مجرد مهندس يتلقى مرتب 90 دولار أسبوعيا بينما كانت الشركة التي أوجدها تبيع غواصات بمبلغ 300,000 دولار للواحدة. استقال هولند من الشركة في أبريل 1904 و أصبح رايس أول رئيس للشركة القوارب الكهربائية حتى استقالته قبل موته في عام 1915.
حصلت الشركة على سمعة سيئة نتيجة للصفقة الأسلحة المجردة من المبادئ التي وقعت من عام 1904 وحتى 1905 عندما باعت مجموعة من الغواصات إلى الأسطول الإمبراطوري الياباني والأسطول الإمبراطوري الروسي والذي كان كلهما في حالة حرب. أيضا تم بيع بعض من غواصات هولند إلى الأسطول الملكي البريطاني من خلال شركة الأسلحة الإنجليزية فيكيرس و إلى الهولنديين للإستعمال من قبل أسطول هولندا الملكي. نتيجة للقفزة النوعية في صناعة السفن التي إمتازة بها الشركة غدت الأخيرة رائدة حقيقية في صناعة الأسلحة البحرية.
نتيجة للأزمة الاقتصادية التي جلبتها الحرب العالمية الثانية فقدت الشركة النقد المطلوب وتقلص عدد موظفيها من 13,000 إلى 4000 في عام 1946. سعيا إلى التنويع قام الرئيس التنفيذي جون جاي هوبكينز بالبحث عن شركات أخرى من شأنها الاندماج مع اهتمامات شركة القوارب الكهربائية.

### شراء كندا إير
سرعان ما وجد هوبكنز شركة مناسبة والتي كانت كندا إير المملوكة من قبل الحكومة الكندية التي كانت كباقي الشركات تعاني من مشاكل مالية بعد الحرب العالمية الثانية. اشترى هوبكنز كندا إير في عام 1946 بمبلغ 10 ملايين دولار والتي قدرت الحكومة الكندية أن قيمة المصنع وحده كانت تزيد عن 22 مليون من غير قيمة عقود صناعة الطائرات وقطع الغيار.
عندما اشترت شركة القوارب الكهربائية كندا إير كان خط إنتاج الأخيرة ونظام جردها في حالة فوضى . نتيجة لذلك أوكل هوبكنز مسؤلية إرجاع كندا إير لربحيتها إلى الكندي أوليفر ويست. بعد فترة وجيزة بدءت الشركة بإنتاج طائرة كندا إير نورث ستار (نسخة من دوغلاس DC-4) و بيع طائرات إلى شركة خطوط ترانس كندا و خطوط كنديان باسيفك و مؤسسة خطوط ما وراء البحار البريطانية قبل موعد التوصيل الأساسي.
نتيجة لكلفة الدفاع المتزايدة في بداية الحرب الباردة؛ ربحت كندا إير العديد من الصفقات مع الجيش الكندي والتي من ضمنها العقود مع سلاح الجو الملكي الكندي لتصبح شركة جوية رئيسية. كان من ضمن الطائرات المصنوعة كنداإير تي-33 والطائرة الدورية البحرية طويلة المدى كندا إير أرغوس بالإضافة إلى طائرات النقل الجوي و كندا إير إف-86 سابر. أيضا أنتجت كندا إير 200 طائرة سي إف-104 ستارفيتر الفوق صوتية والتي هي نسخة مرخصة من طائرة لوكهيد إف-104. في عام 1976 بيعت شركة كندا إير إلى الحكومة الكندية والتي في باعتها في المقابل إلى مؤسسة بومباردير عام 1986.

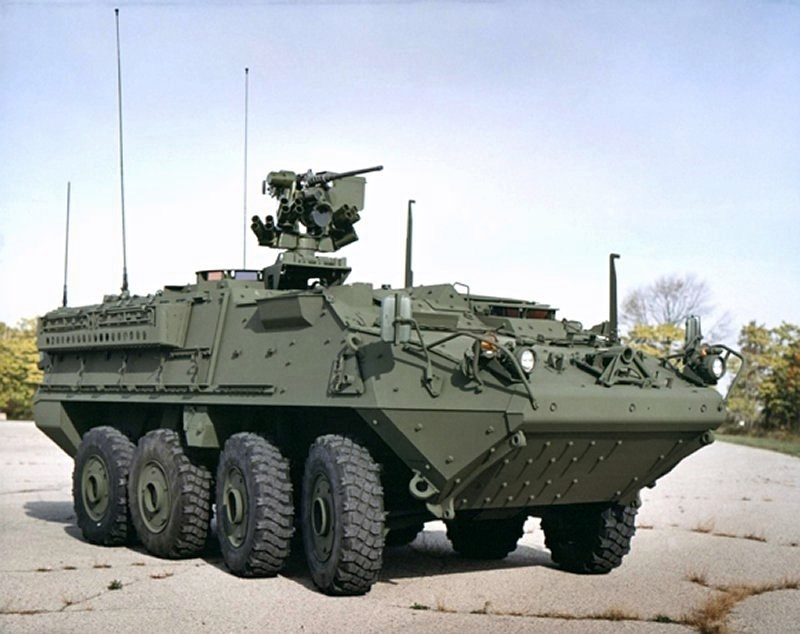
دبابة من فئة سترايكر

## وصلات خارجية
- الموقع الرسمي لجنرال داينمكس